# Parekura Horomia

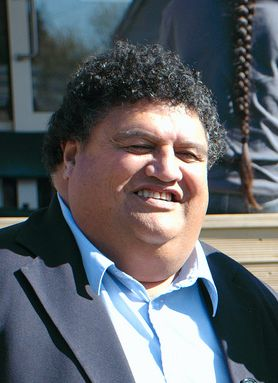
Parekura Horomia (2008)

Parekura Tureia Horomia (* 9. November 1950 in Tolaga Bay, Region Gisborne, Nordinsel Neuseelands; † 29. April 2013 ebenda) war ein neuseeländischer Politiker der New Zealand Labour Party, der mehr als dreizehn Jahre lang Abgeordneter des Repräsentantenhauses sowie zwischen 2000 und 2008 Minister für die Angelegenheiten der Māori war.

## Leben

### Berufliche Laufbahn und Abgeordneter des Repräsentantenhauses
Horomia, der aus dem Iwi der Ngāti Porou der Māori abstammte, arbeitete zunächst als einfacher Arbeiter und danach als Drucker bei einer Tageszeitung. Später war er für das Arbeitsministerium im Osten Neuseelands tätig und wurde nach mehreren leitenden Funktionen seit 1982 schließlich 1992 Generaldirektor der Gruppe der Gemeindebeschäftigten. Zu dieser Zeit begann er auch sein Engagement in verschiedenen Organisationen der Māori.
Bei den 46. Wahlen zum Repräsentantenhaus Neuseelands am 27. November 1999 wurde Horomia im Wahlkreis Ikaroa-Rāwhiti erstmals zum Abgeordneten gewählt und vertrat die Interessen der New Zealand Labour Party bis zu seinem Tod. Bei seiner ersten Wahl gelang es ihm sich gegen den bekannten Radiomoderator Derek Tinia Fox durchzusetzen, der als Parteiloser kandidiert hatte. Während er anfangs nur Platz 25 der Kandidatenliste seiner Partei belegte, befand er sich bei den folgenden Wahlen auf dem fünften beziehungsweise zuletzt auf dem sechsten Listenplatz.
Nach dem Wahlsieg der NZLP bei den Wahlen 1999 und dem Amtsantritt von Helen Clark als Premierministerin am 5. Dezember 1999 wurde Horomia zunächst Beigeordneter Minister für Angelegenheiten der Māori, Beigeordneter Minister für wirtschaftliche Entwicklung, Beigeordneter Minister für Beschäftigung sowie Beigeordneter Minister für Bildung. In diesen Funktionen war er jedoch kein Mitglied des Kabinetts.

### Minister für Angelegenheiten der Māori und Wiederwahlen 2008 und 2011
Nachdem Dover Samuels wegen strafrechtlicher Anschuldigungen zurücktreten musste, wurde Horomia am 27. Juli 2000 von Premierministerin Shipley als dessen Nachfolger zum Minister für Angelegenheiten der Māori (Minister of Māori Affairs) ernannt. Er behielt dieses Amt auch, nachdem sich die Anschuldigungen gegen Samuels als haltlos erwiesen hatten, bis zur Niederlage der NLZP bei den 49. Parlamentswahlen am 8. November 2008. Gegen Ende seiner Amtszeit als Minister veröffentlichte er am 21. Januar 2008 die Te Aho Matua o nga Kura Kaupapa Māori, die Grundsätze, die die Immersionsschulen Kura Kaupapa Māori einhalten müssen.
Während die NLZP landesweit nur noch 33,77 Prozent der Wählerstimmen erreichte, konnte Horomia seine Stimmzahl noch um rund 400 Stimmen erhöhen und erreichte 51,49 Prozent der Wählerstimmen in seinem Wahlkreis. Auch bei diesen Wahlen konnte er sich deutlich gegen Derek Fox durchsetzen, der nunmehr für die Māori Party antrat, aber nur 42,96 Prozent der Wählerstimmen erhielt. Zuletzt wurde Horomia bei den Parlamentswahlen am 26. November 2011 im Wahlkreis Ikaroa-Rāwhiti wiedergewählt und setzte sich mit 60,71 Prozent mehr als deutlich gegen den Zweitplatzierten Na Raihania durch, der für die Māori Party angetreten war und nur 23,1 Prozent der Wählerstimmen bekam.